# Муромцева Ірина Вікторівна
Ірина Вікторівна Муромцева (нар.. 11 лютого 1978, Ленінград) — російська журналістка, теле — і радіоведуча, продюсерка, режисерка.

## Біографія
Народилася 11 лютого 1978 року в Ленінграді (Нині в санкт-Петербурзі) в родині військовослужбовця (на деяких сайтах вказана дата народження 13 жовтня 1975 року).
У 2001 році закінчила (заочно) журналістський факультет Воронезького державного університету.

### Кар'єра
У студентські роки працювала на радіостанції «Радіо Рокс», «Відкрите радіо» та «Європа Плюс Брянськ».
Свою телевізійну кар'єру розпочала в 1999 році в якості кореспондента програми «Сегоднячко», яка виходила на телеканалі НТВ. Наступним місцем її роботи стала інша програма Лева Новоженова на тому ж телеканалі — «Старий телевізор», де Ірина робила сюжетні замальовки про знаменитих людей минулого, які змінили хід історії.
З січня 2000 року, після уходу Світлани Сорокіної в програму «Глас народу», була продюсером щовечірньої розмовної програми «Герой дня» (ведучі — Маріанна Максимовська і Андрій Норкін). Серед сюжетів Ірини — інтерв'ю з Джекі Чаном для «Героя дня» (у 2000 році актор таємно прилітав до Москви на один день).
У 2001 році працювала в ранкових новинах на радіо «Свобода». Там же робила програму про етнічної музики.
З 2002 року працювала у програмах «Сьогодні» з Кирилом Поздняковим та «Країна і світ» на НТВ (райтер, випусковий редактор, продюсер інформаційних програм). Профілюючими теми Муромцева в якості продюсера новин були культура, освіта, наука, передові технології і досягнення.
У 2006 році недовгий час працювала ведучою програми «Вести» телеканалу «Росія».
У період з січня 2006 по листопад 2014 року — постійна ведуча телепередачі «Ранок Росії» (телеканал «Росія») в парі з Андрієм Петровим, пізніше з Владиславом Зав'яловим.
В кінці 2014 року прийняла запрошення Костянтина Ернста і перейшла працювати на «Перший канал», де почала роботу над власним проектом «Парк культури імені відпочинку» (пізніше — «Парк») в якому була одночасно і продюсером, і здійснює (разом з Миколою Фоменко і Олексієм Пивоваровим).
З 29 листопада 2015 по 26 червня 2016 року — ведуча ток-шоу «Гості по неділях» на «Першому каналі».
З 24 березня 2016 року — ведуча програми «Добрий ранок» на тому ж телеканалі.
З 3 лютого 2019 року — продюсер і ведуча проекту «Головна роль» на «Першому каналі».

### Родина
Перший шлюб: чоловік — бізнесмен; дочка Любов (нар. 2001 р.р.).
З осені 2012 року одружена з музичним продюсером Максимом Волковим; 7 березня 2013 року у пари народилася дочка Олександра.

## Цікаві факти
- Ірина мріяла про вступ до ВДІКу[22].
- Ірина Муромцева брала участь (у парі з Артемом Михалковим) у шоу «Танці з зірками» (2011)[23].